# Комахідзе Реваз Мурадович
Реваз Мурадович Комахідзе (1911, село Зеніті, тепер Кобулетський муніципалітет, Аджарія, Грузія — 1968, місто Батумі, тепер Аджарія, Грузія) — грузинський радянський державний діяч, голова Президії Верховної ради Аджарської АРСР. Кандидат юридичних наук (1951). Депутат Верховної ради Грузинської РСР. Депутат Верховної ради СРСР 5-го скликання.

## Життєпис
У 1930 році закінчив Батумське державне педагогічне училище.
У 1930—1933 роках — студент Московського державного інституту радянського будівництва і права при ВЦВК СРСР.
З 1933 року працював прокурором Кобулетського району Аджарської АРСР.
У 1937—1948 роках — заступник прокурора Аджарської АРСР; заступник міністра юстиції Аджарської АРСР.
Член ВКП(б) з 1939 року.
У 1948—1951 роках — слухач Академії суспільних наук при ЦК ВКП(б).
У 1951—1953 роках — міністр юстиції Аджарської АРСР.
У 1953—1954 роках — міністр культури Аджарської АРСР.
У жовтні 1954 — 1955 року — директор Батумського державного педагогічного інституту імені Руставелі Аджарської АРСР.
У 1955 — листопаді 1968 року — голова Президії Верховної ради Аджарської АРСР.
Помер у листопаді 1968 року в Батумі.

## Нагороди
- ордени
- медаль «За доблесну працю у Великій Вітчизняній війні 1941—1945 рр.» (1945)
- медалі